# Hungnam
Hŭngnam är en stad beläget vid kusten mot Japanska havet i den nordkoreanska provinsen Södra Hamgyong.
Under koreakriget 1950 evakuerades en stor del FN-trupper och civila via hamnen i Hungnam. Hungnam har i dag vuxit ihop med den nordligare och större Hamhŭng, och 2005 omformades Hungnam från att vara en egen stad till att vara ett distrikt (guyŏk) inom Hamhungs stadsgräns. Distriktets invånarantal var 99 994 invånare vid folkräkningen 2008.